# For His Son
For His Son é um filme mudo de curta-metragem norte-americano, do gênero dramático, dirigido por D. W. Griffith em 1912. Cópias do filme sobrevive até hoje.

## Elenco
- Charles Hill Mailes
- Charles West
- Blanche Sweet
- William Bechtel
- Dorothy Bernard
- Christy Cabanne
- Edward Dillon
- Edna Foster
- Robert Harron
- Dell Henderson
- Grace Henderson
- Harry Hyde
- J. Jiquel Lanoe
- Alfred Paget
- Gus Pixley
- W. C. Robinson
- Ynez Seabury
- Kate Toncray